# Matrici di portafoglio
Le matrici di portafoglio sono strumenti di gestione dell'impresa che si sono diffusi a partire dagli anni settanta.
Le matrici vogliono fornire una rappresentazione di sintesi della struttura strategica dell'impresa, per fornire al management indicazioni circa le strategie da intraprendere e i criteri di allocazione delle risorse da seguire nella gestione dei singoli business. 
Tutte le matrici di portafoglio si caratterizzano per:
- una dimensione esterna, che vuole misurare il grado di attrattività dell'ambiente in cui il business compete;
- una dimensione interna, che vuole evidenziare la posizione competitiva del business rispetto ai concorrenti.

È inoltre possibile aggiungere altre dimensioni che esprimono, ad esempio, l'apporto del singolo business al fatturato complessivo dell'impresa o il suo contributo in termini di reddito netto o, ancora, gli effetti sulla dimensione finanziaria (assorbimento e generazione di cassa).
Tra le matrici di portafoglio, le più note sono:
- Matrice BCG
- Matrice McKinsey
- Matrice Arthur D. Little
- Matrice Marakon
- Matrice GE